# Tala (valuta)
Tala (WS$ - Samoa tālā) är den valuta som används i Samoa i Stilla havet. Valutakoden är WST. 1 Tala = 100 sene.
Innan valutan infördes 1967 hade både samoiskt pund och nyzeeländsk dollar använts.
Namnet kommer från tyska Taler då Samoa tidigare var en tysk koloni.

## Användning
Valutan ges ut av Central Bank of Samoa - CBS som ombildades 1967 och har huvudkontoret i Apia.

## Valörer
- mynt: 1 Tala
- underenhet: 1, 2, 5, 10, 20 och 50 sene
- sedlar: 2, 5, 10, 20, 50 och 100 WST